# چستر (یوتا)
چستر (به انگلیسی: Chester) یک منطقهٔ مسکونی در ایالات متحده آمریکا است که در شهرستان سنپیت، یوتا واقع شده‌است. چستر ۱۷۸ نفر جمعیت دارد و ۱٬۶۸۰٫۹۹ متر بالاتر از سطح دریا واقع شده‌است.